# علي لوف
علي لوف (بالإنجليزية: Ali Love)‏ هو موسيقي ومغني بريطاني، ولد في 1982.

## وصلات خارجية
- الموقع الرسمي
- علي لوف على موقع ميوزك برينز (الإنجليزية)
- علي لوف على موقع ديسكوغز (الإنجليزية)